# Хит, Роберт Гэлбрайт
Роберт Гэлбрайт Хит (также Роберт Хис, англ. Robert Galbraith Heath; 9 мая 1915, Питтсбург — 24 сентября 1999) — американский психиатр. Сторонник теории биологической психиатрии, утверждающей, что единственной причиной психических недугов являются органические поражения головного мозга и следовательно любые ментальные расстройства можно вылечить, воздействуя напрямую на мозг физическими методами. Он активно занимался исследованием шизофрении, которую считал болезнью с бесспорным физиологическим базисом.
Хит является основателем факультета психиатрии и неврологии в Тулейнском университете, Новый Орлеан, Луизиана. Он возглавлял его с 1949 по 1980 годы. Там он провёл множество экспериментов, включающих в себя стимуляцию головного мозга, электрическими импульсами, с помощью заранее имплантированных в нервную ткань электродов. Эти работы частично финансировались военными и ЦРУ.
Хит также экспериментировал с алкалоидом бульбокапнином, вызывая ступор у подопытных, в качестве которых выступали заключённые исправительных учреждений штата Луизиана Тем самым ему якобы удалось воспроизвести на человеке фармакогенную модель кататонии.